# Orient (Dakota del Sud)
Orient è un centro abitato (town) degli Stati Uniti d'America, situato nella contea di Faulk nello Stato del Dakota del Sud. La popolazione era di 63 persone al censimento del 2010.
La città di Orient fu progettata nel 1887 quando la Milwaukee Railroad fu estesa fino a quell'area.

## Geografia fisica
Orient è situata a 44°54′07″N 99°05′19″W (44.901922, -99.088595).
Secondo lo United States Census Bureau, ha un'area totale di 0,30 miglia quadrate (0,78 km²).

## Società

### Evoluzione demografica
Secondo il censimento del 2010, c'erano 63 persone.

### Etnie e minoranze straniere
Secondo il censimento del 2010, la composizione etnica della città era formata dal 100,0% di bianchi.